# Arroyo Pirarajá
Der Arroyo Pirarajá ist ein im zentralen Süden Uruguays gelegener Flusslauf.
Er entspringt nördlich einer Erhebung namens Cerro Vichadero in der Cuchilla de las Averías im nördlichen Teil des Departamentos Lavalleja. Von dort fließt er auf dem Gebiet des 9. Sektors des Departamentos überwiegend in südliche Richtung, bevor sein Verlauf unweit der Stadt Pirarajá in deren Norden nach Osten weiterführt. Nordöstlich dieser Stadt mündet der Arroyo Vichadero in ihn. Anschließend führt seine Wegstrecke in südöstlicher Richtung bis an die Grenze zum 8. Sektor des Departamentos.  Dort mündet er westlich des Cerro del Tigre linksseitig in den Río Cebollatí.